# Acolastus sexstriatus
Acolastus sexstriatus es un coleóptero de la familia Chrysomelidae.
Fue descrita científicamente por primera vez en 2000 por Schoeller.